# Хайнрих IV фон Геролдсек
Хайнрих IV фон Геролдсек (на немски: Heinrich IV von Geroldseck; * ок. 1220; † 12 февруари 1273) е от 1263 до 1273 г.

## Произход и управление
Той е син на Буркард IV фон Геролдсек († сл. 1238) и съпругата му, дъщеря на вилдграф Герхард I фон Кирбург († сл. 1198). Брат е на Буркард VI († 1262) и на Симон I († 1274).
Хайнрих е кантор (певец) на катедралния капител и на 10 март 1263 г. е избран за епископ на Страсбург, след смъртта на епископ Валтер фон Геролдсек († 12 февруари 1263). Той сключва траен мир на 21 април 1263 г. с имперския град Страсбург и признава правата на града за избор на свободен съвет. На епископа остават правата за назначаване на бургграфове, митничари и монетни майстори.
Хайнрих съдружничи между града и папата и успява да премахне интердикта. Той се слави с добрината си, подновява болниците и изгонва свещениците, които живеят в конкубинат.
Той умира на 12 февруари 1273 г. Следващият епископ е Конрад III фон Лихтенберг.